# Mostrar, no contar
Mostrar, no contar es una técnica narrativa utilizada en varios tipos de textos para permitir que el lector experimente la historia a través de acciones, palabras, pensamientos, sentidos y sentimientos, en lugar de a través de la exposición, el resumen y la descripción del autor. Evita los adjetivos que describen el análisis del autor, si no que describe la escena de tal manera que los lectores pueden sacar sus propias conclusiones. La técnica se aplica por igual a la no ficción y a todas las formas de ficción, la literatura, incluido el haiku y la poesía imaginista en particular, el discurso, la realización de películas y la dramaturgia.
El concepto a menudo se atribuye al dramaturgo ruso Anton Chekhov, que se dice que dijo: «No me digas que la luna está brillando; muéstrame el destello de la luz en los cristales rotos». Lo que Chéjov realmente dijo, en una carta a su hermano, fue: «En las descripciones de la Naturaleza, uno debe aprovechar los pequeños detalles, agrupándolos de modo que cuando el lector cierre los ojos obtenga una imagen. Por ejemplo, tendrás una noche de luna si escribes que en el dique del molino un trozo de vidrio de una botella rota brilló como una estrellita brillante, y que la sombra negra de un perro o un lobo pasó rodando como una pelota».
Habiéndose convertido, a mediados del siglo XX, en un elemento importante en la teoría narratológica anglosajona, según el dramaturgo y autor Arthur E. Krows, el dramaturgo estadounidense Mark Swan le habló a Krows sobre el lema de la dramaturgia «Mostrar – no contar» en una ocasión durante la década de 1910. En 1921, la misma distinción, pero en la forma de imagen versus drama, se utilizó en un capítulo del análisis de ficción de Percy Lubbock, The Craft of Fiction. En 1927, Swan publicó un manual de dramaturgia que hizo un uso destacado de la distinción entre mostrar y contar en todo momento.